# 阿纳斯塔西娅·基尔皮奇尼科娃
阿纳斯塔西娅·德米特里耶芙娜·基尔皮奇尼科娃（俄语：Анастасия Дмитриевна Кирпичникова；2000年6月24日—），俄羅斯裔法国女子游泳运动员，主攻中长距离自由泳。
她在7岁时开始接触游泳，12岁开始在叶卡捷琳堡的一家体育学校训练，原先她代表俄罗斯参赛，2019年，她在朋友的邀请下开始在法国居住及训练。她的男友Enzo Roldan Munoz同样是游泳选手，代表法国参赛。2023年4月，基尔皮奇尼科娃正式归化至法国。2024年7月31日，她贏得巴黎奧運會1500米自由泳銀牌。